# Distretto elettorale federale 2 di Aguascalientes
Il distretto elettorale federale 2 di Aguascalientes (distrito electoral federal 2 de Aguascalientes) è uno dei 300 distretti elettorali nei quali è suddiviso il territorio del Messico in funzione delle elezioni alla Camera dei Deputati federali e uno dei tre distretti nello Stato di Aguascalientes.
Si elegge un deputato alla bassa Camera del Congresso per ogni periodo legislativo di tre anni.

## Territorio del distretto
Nell'ambito del processo di riorganizzazione del 2005, è costituito dalla parte orientale della municipalità di Aguascalientes.
Il capoluogo del distretto (cabecera distrital), luogo in cui vengono raccolti e riuniti i risultati dei seggi elettorali individuali, è la città di Aguascalientes.
Tra il 1996 e il 2005 il distretto era costituito dalla parte settentrionale della municipalità di Aguascalientes.

## Deputati eletti al Congresso da questo distretto
- Legislatura 50 (1976–1979): Camilo López Gómez (PRI)
- Legislatura 51 (1979–1982): Gilberto Romo Nájera (PRI)
- Legislatura 52 (1982–1985): Héctor Hugo Olivares Ventura (PRI)
- Legislatura 53 (1985–1988): Miguel Ángel Barberena Vega (PRI)
- Legislatura 54 (1988–1991): Augusto Gómez Villanueva (PRI)
- Legislatura 55 (1991–1994): Javier Hernández Rangel (PRI)
- Legislatura 56 (1994–1997): Héctor Hugo Olivares Ventura (PRI)
- Legislatura 57 (1997–2000): Benjamín Gallegos Soto (PAN)
- Legislatura 58 (2000–2003): Fernando Herrera Ávila (PAN)
- Legislatura 59 (2003–2006): Francisco Javier Valdés (PAN)
- Legislatura 60 (2006–2009): Ernesto Ruiz Velazco (PAN)
- Legislatura 61 (2009–2012): David Hernández Vallín (PRI)
- Legislatura 62 (2012–2015): María Teresa Jiménez Esquivel (PAN)
- Legislatura 63 (2015–2018): Ariette Ivette Muñoz Cervantes (PAN)
- Legislatura 64 (2018–2021): Elba Lorena Torres Díaz (PES-PT)
- Legislatura 65 (2021–in corso): Mónica Becerra Moreno (PAN)